# Турун сліпий Гебхарда
Турун сліпий Гебхарда (Duvalius gebhardti) — вид жуків родини турунових (Carabidae).

## Поширення
Ендемік Угорщини. Поширений лише у гірському масиві Бюкк на північному сході країни. Печерний вид. Виявлений у 1924 році у печері Кечкелюк. У 1962 році знайдений у печері Святого Стефана. Трапляється також у двох інших печерах.

## Опис
Дрібний жук, завдовжки від 3,5 до 4,1 мм, рудувато-коричневого кольору. Очі зредуковані.